# Václav Šašek
Václav Šašek (14. října 1933 Kladno – 21. září 2023 Praha) byl český dramaturg a filmový scenárista. Jeho práce je spojena především s československým filmem tzv. české nové vlny 60. let 20. století.
Do Filmových studií Barrandov nastoupil roku 1960, do tvůrčí skupiny Šebor – Bor. Jeho první realizovaný film jakožto dramaturga byl Černý Petr režiséra Miloše Formana. Poté začal psát i scénáře. Mezi nejdůležitější filmy, ke kterým napsal scénář, patří Intimní osvětlení, na kterém spolupracoval s Jaroslavem Papouškem. Za scénář k filmu Helimadoe, který vychází ze stejnojmenného románu Jaroslava Havlíčka, obdržel v roce 1994 Českého lva.

## Scénáře
- 1965 – Intimní osvětlení
- 1966 – Hra bez pravidel
- 1969 – Záhada hlavolamu
- 1970 – Jeden z nich je vrah
- 1971 – Petrolejové lampy
- 1973 – Známost sestry Aleny (dialogy)
- 1973 – Zločin v Modré hvězdě
- 1973 – Zatykač na královnu
- 1974 – Případ mrtvého muže
- 1975 – Plavení hříbat
- 1977 – Zlaté rybky
- 1979 – Tvář za sklem
- 1979 – Kam nikdo nesmí
- 1981 – Ta chvíle, ten okamžik
- 1981 – Řetěz
- 1984 – Příliš velká šance
- 1987 – Svět nic neví
- 1988 – Prokletí domu Hajnů
- 1989 – Muka obraznosti
- 1990 – Jen o rodinných záležitostech
- 1991 – Pravda visí na vlásku
- 1991 – Drobné něžnosti
- 1992 – Kačenka a zase ta strašidla
- 1992 – Kačenka a strašidla
- 1993 – Přítelkyně z domu smutku
- 1993 – Helimadoe
- 1993 – Akumulátor 1 (spolupracoval)
- 1995 – Jak si zasloužit princeznu
- 1995 – Má je pomsta
- 1997 – Doktor Munory a jiní lidé
- 1997 – Výchova dívek v Čechách
- 2000 – Na zámku
- 2001 – Ta třetí
- 2002 – Malovaný děti
- 2007 – Tři životy